# 格兰 (列日)
格兰（法語：Glain，法語發音：[ɡlɛ̃]）是比利时列日省列日的片区。格兰曾于1795年与村庄昂斯合并为市镇昂斯和格兰。1874年12月31日，该市镇废除，昂斯和格兰成为两个独立的市镇。1977年1月1日，格兰与列日和邻近的7个市镇外加属于市镇乌格雷的街区斯克莱桑合并，组成了今天的列日市镇，格兰成为了列日的一个片区。